# Diksmuide
Diksmuide (Dixmude em francês) é uma cidade belga da província de Flandres Ocidental. O município é composto pela cidade de Diksmuide propriamente dita e ainda as antigas comunas de Beerst, Esen, Kaaskerke, Keiem, Lampernisse, Leke, Nieuwkapelle, Oostkerke, Oudekapelle, Pervijze, Sint-Jacobskapelle, Stuivekenskerke, Vladslo e Woumen.

## Economia
A maioria da área ocidental da cidade é um polder sulcado por valas de drenagem. As actividades económicas da região são a agricultura e a pastorícia, produzindo-se a famosa manteiga de Diksmuide.

## Divisão administrativa
O município encontra-se subdividido em 15 unidades administrativas. Em baixo está a tabela, com a divisão.
| #    | Nome               | Superfície (km²) | População (1 de Janeiro de 2007) |
| ---- | ------------------ | ---------------- | -------------------------------- |
| I    | Diksmuide          | 2,12             | 5.180                            |
| II   | Esen               | 17,53            | 1.854                            |
| III  | Kaaskerke          | 8,73             | 458                              |
| IV   | Beerst             | 11,66            | 1.127                            |
| V    | Vladslo            | 17,33            | 1.239                            |
| VI   | Leke               | 10,73            | 1.124                            |
| VII  | Keiem              | 12,92            | 1.298                            |
| VIII | Stuivekenskerke    | 7,34             | 160                              |
| IX   | Pervijze           | 12,23            | 886                              |
| X    | Lampernisse        | 13,62            | 198                              |
| XI   | Oostkerke          | 3,77             | 285                              |
| XII  | Oudekapelle        | 6,51             | 135                              |
| XIII | Sint-Jacobskapelle | 3,25             | 96                               |
| XIV  | Nieuwkapelle       | 7,85             | 406                              |
| XV   | Woumen             | 13,83            | 1.307                            |

Fonte: www.westhoek.be

## Mapa

As deelgemeenten de Diksmuide e vilas vizinhas. As áreas amareladas são urbanas.

## Evolução demográfica
Fonte: NIS - Opm:1806 t/m 1970=volkstellingen op 31 december; vanaf 1977= inwoneraantal per 1 januari
- 1924: anexou a comuna de Esen (+300 habitantes)
- Fusão 1965: anexou Esen e Kaaskerke (+2.423 habitantes)
- Fusão 1977: anexou Beerst, Driekapellen, Leke, Pervijze, Vladslo e Woumen (+8.625 habitantes)

## Monumentos

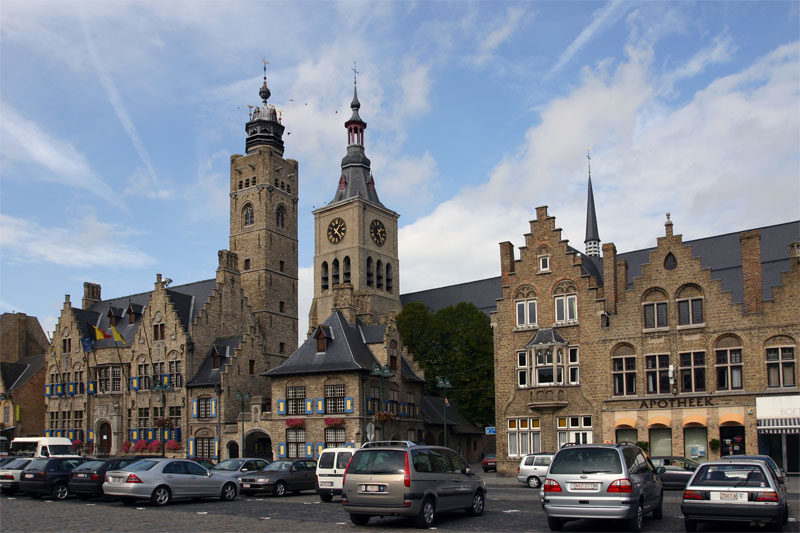
Edifício da câmara municipal e Igreja de St Nicholas

- A torre da igreja possui um carrilhão com 30 sinos e uma das torres de igreja que são reconhecidas pela UNESCO como Património Mundial .
- O edifício da câmara municipal e a vizinha igreja de Saint Nicolas forma acabadas de reconstruir após a Segunda Guerra Mundial em estilo gótico do século XV e século XVI.
- A “Vala da Morte” (Dodengang em neerlandês), a cerca de 1,5 km do centro da cidade, preserva a chamada Vala da Guerra onde vários soldados combateram debaixo de condições perigosas até à ofensiva de 28 de Setembro de 1918.
- O monumento da paz, o IJzertoren, foi construído próximo da I Guerra Mundial, e reconstruído após a Segunda Guerra Mundial. Aí há um museu onde se pode experimentar o odor do gás mostarda. Este local é cenário da celebração anual da paz e da autonomia flamenga. Este local está também associado à extrema-direita belga que promove aí vários encontros neo-nazis.
- Existem à volta da cidade vários cemitérios militares, como o cemitério alemão em Vladslo, que contém os corpos de mais de 25,000 soldados.

## Cidades gémeas
- Reino Unido: Ellesmere
- França: Ploemeur
- Alemanha: Rottach-Egern
- Alemanha: Finnentrop